# Linderhof Slot
Linderhof Slot (tysk: Schloss Linderhof) er et af de tre slotte, som kong Ludwig 2. af Bayern lod bygge. Det ligger nær Oberammergau i det sydøstlige Bayern i Tyskland.

## Historie
Da Ludwig kom til magten i 1864, arvede han blandt andet et såkaldt Königshäuschen på den jord, hvor nu Linderhof Slot ligger. Han besluttede i første omgang at udvide dette hus, men i 1874 ændrede han mening og lod det udvidede Königshäuschen rive ned for at påbegynde det nye slot. Dette blev opført i ny-rokokostil. 
Slottets arkitektur var stærkt inspireret af Versailles, skønt det var betydeligt mindre. Denne inspiration skyldes Ludwigs store beundring for Solkongen (Ludvig 14.), og solen, der også er et symbol på enevælde, findes adskillige steder på Linderhof. Et andet tydeligt eksempel på inspirationen er, at det største rum i slottet er soveværelset, hvilket refererer til, at Ludvig 14. holdt adskillige audienser i sit soveværelse. I modsætning til i Versailles vender Ludwig 2.'s soveværelse mod nord som symbol på, at han var mere aktiv om natten end om dagen; han fik derfor tilnavnet Mondkönig (Natkongen).